# Grorudbanen
Grorudbanen er en af de fire østlige baner på T-banen i Oslo, der ligger mellem Tøyen og Vestli.
Banen betjenes af T-banens linje 4 og 5. Linje 4 går fra Bergkrystallen på den østlige Lambertseterbanen via Fellestunnelen, Sognsvannsbanen, T-baneringen, Lørenbanen og Grorudbanen til Vestli. Linje 5 slår knude på sig selv, idet den går fra Vestli ad Grorudbanen, Fellestunnelen, Sognsvannsbanen og T-baneringen, før den endnu en gang går gennem Fellestunnelen til Sognsvannsbanen men nu til endestationen Sognsvann.

## Historie
Den første del af banen blev åbnet mellem Tøyen og Grorud 16. oktober 1966. Den blev efterfølgende forlænget til Rommen 3. maj 1974, Stovner 18. august 1974 og Vestli 21. december 1975. Der har været planer om yderligere forlængelser nordpå til Nittedal og Akershus fylke, med stationer ved Skillebekk og Gjelleråsen, men de er for tiden lagt på is.
Midt i 1990'erne blev de vestlige og østlige T-baner forbundet gennem centrum af Fellestunnelen, hvorefter Grorudbanen blev drevet sammen med den vestlige Sognsvannsbanen, men senere blev det Røabanen. Det har altid været linje 5, der har betjent Grorudbanen. I 2013 viste beregninger at linje 5 havde ca. 42.000 påstigende hver dag på strækningen mellem Hasle og Vestli,, mest af alle linjer.
Grorudbanen er den længste af de østlige baner og den første, der forlader Fellestunnelen gennem centrum. Siden 18. august 2008 køres der to gange hvert kvarter (7/8 minutters drift) kl. 7.00 - 19.00. På hverdage til ca. kl. 20.00 og på lørdage til ca. kl. 18.00 består togene af to MX3000-togsæt, mens der resten af driftiden køres med enkelte togsæt.